# Judy Grinham
Judith Brenda „Judy“ Grinham (* 5. März 1939 in Hampstead) ist eine ehemalige britische Schwimmerin.
Bei den Olympischen Sommerspielen 1956 in Melbourne wurde sie 32 Jahre nach Lucy Morton die zweite britische Schwimmerin, die olympisches Gold auf einer Einzelstrecke gewann. Am 5. Dezember 1956 siegte sie über 100 m Rücken. Bei den British Empire and Commonwealth Games 1958 in Cardiff gewann sie Gold auf der Rückenstrecke sowie Bronze mit der Freistilstaffel. Im gleichen Jahr wurde sie in Budapest Europameisterin über die 100-m-Rückenstrecke. Damit wurde sie die erste Schwimmerin, die gleichzeitig Titelträgerin bei Olympischen Spielen, Europameisterschaften und Commonwealth Games war.
An ihrem 20. Geburtstag trat Judy Grinham vom Schwimmsport zurück. Kurz darauf heiratete sie den Journalisten Peter Rowley. Im Jahr 1981 wurde sie in die Ruhmeshalle des internationalen Schwimmsports aufgenommen. 2007 wurde sie mit dem Orden MBE ausgezeichnet.